# Ernst Schäfer

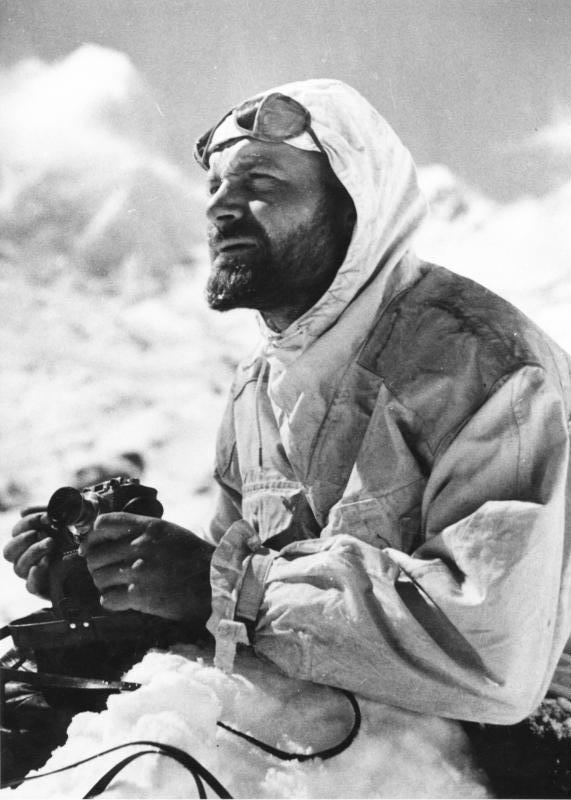
Ernst Schäfer en una expedición al Tíbet (1938).

Ernst Schäfer (Colonia, 14 de marzo de 1910 - Bad Bevensen, 21 de julio de 1992) fue un famoso cazador y zoólogo alemán, especializado en ornitología.
Estudió zoología y geología en la Universidad de Gotinga, y se unió a las SS en 1933, con el rango de Sturmbannführer.
Realizó tres expediciones al Tíbet en los años 1930,[cita requerida] 1934, y 1938, siendo las dos primeras lideradas por el estadounidense Brooke Dolan II, y la última por él mismo bajo el patrocinio de la Ahnenerbe, organización de Heinrich Himmler consagrada a investigar el pasado alemán desde el punto de vista de las teorías raciales. Entre los objetivos de esta expedición estaban rastrear los orígenes de la raza aria, localizar el mítico reino de Agartha, el Shangri-La nacionalsocialista, y comprobar las teorías de la cosmogonía glacial de Hörbiger.
Tras la Segunda Guerra Mundial fue juzgado, pero exonerado, declarando haber sido reclutado forzosamente en las SS.
Escribió varios libros, incluyendo Berge, Buddhas und Bären (Montañas, budas y osos), y ayudó a producir la película Geheimnis Tibet (Tíbet secreto).
Entre 1950 y 1955, se trasladó a vivir a Venezuela, donde continuó sus investigaciones científicas y naturistas. Luego regresó a la Baja Sajonia, donde vivió hasta su fallecimiento.